# Нутово
Нутово — река на острове Сахалин. В административном отношении протекает по Ногликскому и Охинскому районам. Длина реки — 35 км. Площадь водосборного бассейна — 102 км².
Начинается на восточном склоне горы Оссой. Течёт в общем восточном направлении через лиственничный лес. Низовья реки заболочены, имеются железнодорожный и автомобильный мосты на дороге Ноглики-Оха. Впадает в Чайво напротив острова Иркимибу.
Ширина реки вблизи устья 13 метров, глубина — 1,7 метра, дно песчаное. Скорость течения 0,4 м/с.

## Данные водного реестра
По данным государственного водного реестра России относится к Амурскому бассейновому округу.
Код объекта в государственном водном реестре — 20050000212118300000357.